# O Morrazo
O Morrazo és una comarca de Galícia a la província de Pontevedra que ocupa la major part del territori de la península homònima. Limita amb la ria de Pontevedra al nord i amb la comarca de Pontevedra a l'est.

## Municipis
En formen part els municipis de:
- Bueu
- Cangas do Morrazo
- Marín
- Moaña

## Territori
És una de les comarques naturals i sociològiques amb més caràcter de Galícia, sens dubte a causa del seu condicionament geogràfic de península. L'actual comarca oficial d'O Morrazo es correspon solament a una part de la comarca tradicional, car a part dels municipis que la integren, formen tradicionalment part d'ella també el de Vilaboa (menys la seva parròquia de Bértola i una part de la de Figueirido i el barri de Paredes en la parròquia de Vilaboa). També formen part d'O Morrazo històric les parròquies pontevedreses de Lourizán i la major part de la de Salcedo. Antigament fins i tot la mateixa ciutat de Pontevedra formava part d'O Morrazo, fins i tot dintre del seu arxiprestat.
El municipi de Vilaboa (que encara avui pertany al partit judicial de Cangas) es va integrar en la comarca de Pontevedra a causa de factors de funcionalitat; i les parròquies pontevedreses de Salcedo i Lourizán per pertànyer al mateix municipi capitalino. Al principi tampoc es va incloure en ajuntament de Marín dintre de la comarca oficial d'O Morrazo, incloent-se en la de Pontevedra, però a petició dels seus habitants, va ser integrada en la d'O Morrazo, a la qual pertany des de fa uns anys.